# The Million Dollar Homepage
Vous lisez un « bon article » labellisé en 2010.
The Million Dollar Homepage est un site web conçu en 2005 par Alex Tew, un étudiant originaire du comté de Wiltshire, en Angleterre, dans le but d'obtenir de l'argent pour ses études supérieures. La page d'accueil comporte un million de pixels, arrangés en une grille de 1 000 × 1 000, et chaque pixel a été vendu un $ pièce, en tant qu’espace publicitaire. Pour des raisons pratiques, les achats ne pouvaient cependant concerner que des blocs d’au moins 10 × 10 pixels. Les acheteurs plaçaient alors dans leurs blocs de petites images, liées à une URL et affichant un slogan lors du survol par le curseur. Le but de ce site web était de vendre tous les pixels afin de récolter un million de dollars. Le site a par la suite fait des émules,.
Lancé le 26 août 2005, le site web est rapidement devenu un phénomène Internet. Le 1er janvier 2006, les mille derniers pixels ont été mis aux enchères sur eBay. La vente se termina le 11 janvier, avec une offre gagnante de 38 100 $. Cette somme et l’argent gagné auparavant représentent donc 1 037 100 $ de revenus bruts.
Durant cette vente aux enchères, The Million Dollar Homepage a été victime d'une attaque par déni de service distribué, ce qui empêcha l’accès au site web durant une semaine — le temps de mettre à jour son système de sécurité. Le FBI et la police locale ont enquêté sur l'attaque et la tentative d'extorsion de fonds associée.

## Développement
Alex Tew, un étudiant originaire de Cricklade, dans le comté de Wiltshire, en Angleterre, a conçu The Million Dollar Homepage en août 2005, à l'âge de 21 ans. Il était sur le point de commencer trois ans d'études en gestion des affaires à l'Université de Nottingham et était préoccupé par le fait qu'il était parti avec un prêt étudiant qui prendrait des années à rembourser. Afin de gagner de l'argent, Alex Tew décida de vendre 1 million de pixels sur un site web à un dollar chacun ; les acheteurs pouvant alors y ajouter leur image, leur logo ou leur publicité, avec l'option d'y inclure un hyperlien vers leur site Web. Les pixels étaient vendus en dollars américains plutôt qu'en livres sterling car les États-Unis avaient une plus large population en ligne que le Royaume-Uni et car Alex Tew pensait que plus de personnes seraient touchées par le concept si les pixels étaient vendus en monnaie américaine. En 2005, la livre était plus forte que le dollar : 1 £ valait environ 1,80 $ et le prix d'un pixel à 1 £ aurait pu être trop élevé pour de nombreux acheteurs potentiels. Les dépenses d'Alex Tew étaient de 50 euros, qui ont servi à l'enregistrement du nom de domaine et à l'hébergement. Le site Web fut mis en ligne le 26 août 2005.

« Dès le début, je connaissais le potentiel de cette idée, mais elle fait partie des choses qui peuvent aller dans n'importe quelle voie. Ma pensée était que je n'avais rien à perdre (en dehors des 50 euros et quelques que coûtaient le nom de domaine et l'hébergement). Je savais que cette idée était assez originale pour attirer l'attention… L'Internet est un média très puissant. »

— Alex Tew, 22 février 2006
La page d'accueil faisait figurer une bannière publicitaire avec le nom du site et un compteur des pixels déjà vendus, une barre de navigation comptant neuf petits liens vers les pages internes du site, et un carré vide de 1 million de pixels divisé en 10 000 blocs de 100 pixels. Alex Tew a promis aux acheteurs que le site resterait en ligne au moins 5 ans, ce qui correspond au 26 août 2010,.

## Vente des pixels
Étant donné que les pixels individuels sont trop petits pour être vus facilement, ils furent vendus en « blocs » de 100, ayant pour dimensions 10 × 10 pixels, le prix minimum étant donc de 100 $,. La première vente, trois jours après le lancement du site, s'est faite à un site Web de musique en ligne, géré par un ami d'Alex Tew. Il acheta 400 pixels, correspondant à un bloc de 20 × 20. Après deux semaines, les amis et les membres de la famille d'Alex Tew avaient acheté un total de 4 700 pixels,. La publicité du site s'est initialement faite uniquement par bouche à oreille. Cependant, après que le site a engrangé 1 000 $, un communiqué de presse fut envoyé, notamment repris par la BBC,. The Register, un magazine en ligne sur les nouvelles technologiques, a publié deux articles sur The Million Dollar Homepage, en septembre,. Vers la fin du mois, The Million Dollar Homepage avait reçu 250 000 $ et était classé numéro 3 sur le classement Alexa Internet des « Movers and Shakers », derrière les sites de Britney Spears et de Photo District News. Le 6 octobre, Alex Tew a annoncé que le site avait reçu 65 000 visiteurs uniques, et 1 465 diggs, devenant l'un des sites web les plus diggés de la semaine. Onze jours plus tard, le nombre avait grimpé à 100 000 visiteurs uniques. Le 26 octobre, deux mois après le lancement de The Million Dollar Homepage, plus de 500 900 pixels avaient été vendus à 1 400 clients. Vers le réveillon de la Saint-Sylvestre, Alex Tew a annoncé que le site recevait des clics de 25 000 visiteurs uniques par heure, qu'il avait un rang Alexa de 127 et que 999 000 pixels avaient été vendus.
Le 1er janvier 2006, Alex Tew annonça, qu'en raison de la trop forte demande pour les 1 000 derniers pixels, la « chose la plus honnête et logique » était de les mettre aux enchères sur eBay, plutôt que de perdre « l'honnêteté et le degré d'exclusivité intrinsèque à la notion de million de pixels » par le lancement d'une deuxième Million Dollar Homepage. La vente aux enchères dura 10 jours et reçut 99 enchères bien fondées. Bien que certaines enchères soient montées jusqu'à 160 109,99 $, beaucoup ont été retirées ou annulées car étant des canulars,. « J'ai contacté les enchérisseurs par téléphone et je les ai éliminés s'ils n'étaient pas sérieux, ce qui est honnêtement frustrant, car j'ai éliminé certaines enchères à la dernière minute. » a dit Tew. L'enchère gagnante était de 38 100 $,, déposée par MillionDollarWeightLoss.com, un magasin en ligne vendant des produits pour faire maigrir. Alex Tew fit remarquer qu'il espérait que le montant de l'enchère finale serait plus important, en raison de l'attention des médias. The Million Dollar Homepage a finalement réalisé 1 037 100 $ de recettes brutes, en cinq mois,. En comptant les dépenses, les taxes et un don à The Prince's Trust, une association caritative, les revenus nets d'Alex Tew s'élevaient entre 650 000 et 700 000 $.
Parmi les acheteurs de pixels figurent Bonanza Gift Store, Orange, The Times, Rhapsody, Tenacious D, Yahoo!, plusieurs casinos virtuels et même des sites proposant des rencontres, des services de web design ou des vacances.

## Attention des médias
Après le mois de septembre, un communiqué de presse a attiré pour la première fois l'attention sur le site. The Million Dollar Homepage a figuré dans des articles de BBC Online, The Register, The Daily Telegraph et PC Pro. Alex Tew est aussi apparu au cours des programmes télévisés BBC Breakfast et Sky News Sunrise, des émissions matinales nationales, afin de discuter du site web,.
En novembre, le site est devenu populaire dans de nombreuses parties du monde, recevant l'attention de Financial Times Deutschland en Allemagne, TVNZ en Nouvelle-Zélande, Terra Networks en Amérique latine, China Daily, et particulièrement aux États-Unis, où The Million Dollar Homepage fut traitée par Adweek, Florida Today et The Wall Street Journal. Alex Tew a engagé un agent de publicité basé aux États-Unis pour y renforcer l'attention des médias américains et a effectué un voyage d'une semaine là-bas, où il fut interviewé par ABC News Radio, Fox News Channel, Attack of the Show! et des informations locales,.

« L'élément crucial pour créer l'intérêt des médias était l'idée elle-même, unique et assez originale pour se démarquer des autres. J'ai seulement eu l'idée de pousser un peu dans les premiers jours via l'envoi d'un communiqué de presse qui a essentiellement joué un rôle de catalyseur. Celui-ci, couplé à un bouche-à-oreille, a créé un véritable buzz à propos du site, qui a donc suscité plus d'intérêt. »

— Alex Tew, 22 février 2006
Le concept a été décrit comme « simple et brillant », « intelligent », « ingénieux » et « une plate-forme [de publicité] unique, qui est aussi un morceau de fun ». Martin Bincks, de l'Université de Nottingham, a dit « C'est brillant par sa simplicité... les publicitaires ont été attirés par son originalité... le site va devenir un phénomène ». Le magazine Popular Mechanics a écrit

« Il n'y a pas de contenu. Pas de beau design, pas de cadeaux à recevoir et pas de vidéos érotiques de Paris Hilton pour faire saliver. Imaginez une chaîne de télévision qui ne montre rien d'autre que de la pub, ou une revue avec rien sauf des publicités. C'est The Million Dollar Homepage. Un exemple étonnant de la puissance du marketing viral. »

— Popular Mechanics, 2005
Don Oldenburg, du Washington Post, était un des seuls qui n'a pas fait d'éloges au site, le désignant de « facile, une monstruosité du marketing lucratif, un badlands du spam, des bannières publicitaires et des pop-ups. »
Lorsque les derniers pixels ont été mis aux enchères, Alex Tew a été interviewé dans l'émission Richard & Judy. Le Wall Street Journal a également parlé de The Million Dollar Homepage et de son impact sur la communauté d'Internet. « M. Tew a lui-même tiré sa célébrité d'Internet... l'essence créative... brosse un tableau intéressant de l'esprit d'entreprise sur Internet ».
Alex Tew a abandonné ses études de gestion pour lesquelles le site avait été créé après un trimestre. Il a ensuite lancé un site vendant des pixels pour 2 $ chacun, 1 $ allant à lui et 1 $ à un potentiel gagnant, qui recevrait 1 million de dollars. Il a fait valoir que « l'idée a de la longévité », ajoutant que « je ne connais personne qui ne voudrait pas gagner 1 million de dollars, je peux donc continuer à faire ceci encore et encore ». Le site, Pixelotto, a été un relatif échec et la somme finale a été de seulement 153 000 $. En 2008, Alex Tew a fondé Popjam, un site de partage de contenu,.

## Attaque par déni de service
Le 7 janvier 2006, trois jours avant que la vente aux enchères des 1 000 derniers pixels se finisse, Alex Tew a reçu un courrier électronique d'une organisation nommée The Dark Group et qui disait que The Million Dollar Homepage serait la cible d'une attaque par déni de service distribué (DDoS attack) si une rançon de 5 000 $ n'était pas payée d'ici le 10 janvier,. Pensant que la menace était un canular, il l'a ignorée ; mais une semaine plus tard, il reçut un courriel disant « Bonjour, votre site web est sous notre attaque, envoyez-nous 50 000 $ pour l'arrêter ». Il a de nouveau ignoré cette menace et le site fut submergé par des requêtes et des courriers électroniques, causant son plantage. « Je n'ai répondu à aucune de leurs demandes puisque je ne veux pas leur donner la satisfaction et je n'ai pas l'intention de les payer. Ce qui se passe avec mon site, c'est comme le terrorisme. Si vous payez, de nouvelles attaques débutent. » a dit Alex Tew.
Le site fut inaccessible aux visiteurs durant une semaine, jusqu'à ce que le système de sécurité du serveur se mette à jour et qu'il filtre le trafic via un logiciel anti-DDoS,. La police locale de Wiltshire et le FBI ont été appelés pour enquêter sur la menace et l'attaque ; ils ont conclu qu'elles provenaient de Russie,.

## Évolution des liens
Le site est un bon moyen de constater le pourrissement des liens sur Internet. En 2014, 22 % des pixels (221 900 pixels) ne permettent plus d'atteindre le site d'origine lorsqu'on clique dessus. C'est-à-dire que le lien attaché au pixel ne fonctionne plus. Alex Tew n'a jamais pris en compte la possibilité de revendre ces emplacements mais précise « peut-être que je devrais ». En 2017, sur les 2 816 liens, environ 19,5 % (soit 547 liens) étaient morts et 17,3 % (soit 489 liens) étaient des redirections, et selon la BBC, l'année 2019 compte 40 % de liens morts et de nombreux liens redirigent vers un autre nom de domaine.

## Sites Web similaires
Plusieurs autres sites web vendent de la publicité au pixel,. Alex Tew a dit, à propos de ces sites, qu'« Ils ont surgi presque immédiatement, il y a maintenant des centaines de sites vendant des pixels. Les imitateurs du concept sont en concurrence les uns avec les autres. » « Ils ont très peu de publicités, donc je suppose que ça ne va pas trop bien pour eux. L'idée fonctionne seulement une fois et elle repose sur la nouveauté. Les sites imitateurs ne sont pas amusants, tandis que le mien est peut-être un peu plus amusant. Donc, je dis bonne chance aux imitateurs. »